# 파티크주

파티크주

파티크주(프랑스어: Région de Fatick)는 세네갈 남서부에 위치한 주로, 주도는 파티크이며 면적은 7,930km2, 인구는 684,652명(2013년 기준)이다. 3개의 하위 행정 구역(파티크, 푼디우뉴, 고사스)을 관할한다.